# Domslut (sport)
Domslut i kamsporter är det slut en domare eller ringdomare kommer till i en match om bägge motståndarna står kvar efter fulltid. Domslutet kan ske med hjälp av poängräkning eller att en motståndarna har gjort en regelöverträdelse.